# Rainer Spaeth
Rainer Spaeth (* 8. Juli 1963 in Freiburg im Breisgau) ist ein deutscher Politiker. Er war zwischen 2005 und September 2011 Staatssekretär im Thüringer Finanzministerium.

## Leben
Spaeth besuchte von 1973 bis 1978 die Deutsche Auslandsschule in Lima, Peru, danach ein Gymnasium in Darmstadt, wo er 1983 die Abiturprüfung ablegte. Im gleichen Jahr nahm er ein Studium der Rechtswissenschaft an der Universität Passau auf, welches er 1989 mit dem ersten juristischen Staatsexamen abschloss. 1991 war Spaeth bei Siemens in Madrid tätig, 1992 absolvierte er das zweite juristische Staatsexamen. 1999 erfolgte die Promotion zum Dr. jur.
1992 wurde Spaeth beim Finanzamt in Neustadt an der Weinstraße in Rheinland-Pfalz in den höheren Steuerverwaltungsdienst eingewiesen. Von 1993 bis 1995 arbeitete er als Dozent bei der Thüringer Verwaltungsfachhochschule, dann wechselte er als Sachgebietsleiter Steuerfahndung ins Finanzamt Erfurt. Seit 1996 arbeitete Spaeth in verschiedenen Positionen im Thüringer Finanzministerium, u. a. als Leiter des Ministerbüros und zuletzt als Leiter des Steuerungskreises Verwaltungsreform, IT und e-Government.
Spaeth ist verheiratet und hat zwei Kinder.

## Staatssekretär
Seit 2005 war Spaeth Thüringer Finanzstaatssekretär. Am 14. September 2011 wurde er in den einstweiligen Ruhestand versetzt.